# Сульянов, Анатолий Константинович
Анатолий Константинович Сульянов (12 сентября 1927 — 5 февраля 2021) — писатель, генерал-майор авиации (1978), военный лётчик 1 класса, освоивший 14 типов самолётов и проведший в небе более двух тысяч часов. Дважды награждён орденом Красной Звезды, медалями, Почётной грамотой Президиума ВС БССР. Заслуженный работник культуры Белорусской ССР (1986).

## Биография
Анатолий Сульянов родился 3 сентября 1927 года в Головинском районе. В детстве увлекался полётами, книгами и фильмами о лётчиках. В 1946 году окончил Московскую спецшколу ВВС, а в 1950 Тамбовское и Армавирское авиационные училища.В 1962 году оканчивает военно-политическую академию имени В. И. Ленина в Москве.
Первоначально служил военным лётчиком, а с 1951 года политработником в Вооруженных Силах. Был членом КПСС.

## Литературная деятельность
Печататься Анатолий Сульянов начал с 1957 года, когда его первые произведения были опубликованы в журнале Советский воин. Выступал в качестве военного корреспондента в Советской авиации, куда он приносил свои первые заметки:

Его корреспонденции отличались глубоким знанием жизни…Очерки Анатолия Сульянова дышали свежестью аэродромного ветра, романтикой неба и чистотой пилотских сердец, — С.Андрианов.
 Также писал на страницах Правды, Красной звезды и Комсомольской правды. В его произведениях преобладают истории из жизни лётчиков, истории о небе и полётах.